# Boyton (Suffolk)
Pour les articles homonymes, voir Boyton.
Boyton est un village et une paroisse civile du Suffolk, en Angleterre.